# 2004 FU148
2004 FU148, também escrito como 2004 FU148, é um objeto transnetuniano que está localizado no Cinturão de Kuiper, uma região do Sistema Solar. Este corpo celeste é classificado como um plutino, pois, o mesmo está em uma ressonância orbital de 2:3 com o planeta Netuno. Ele possui uma magnitude absoluta de 7,5 e tem um diâmetro estimado com 192 km.

## Descoberta
2004 FU148 foi descoberto no dia 16 de março de 2004 pelo astrônomo Marc W. Buie.

## Órbita
A órbita de 2004 FU148 tem uma excentricidade de 0,231 e possui um semieixo maior de 39,721 UA. O seu periélio leva o mesmo a uma distância de 32,372 UA em relação ao Sol e seu afélio a 46,973 UA.